# Courcelles-sur-Aire
Courcelles-sur-Aire település Franciaországban, Meuse megyében. Lakosainak száma 42 fő (2022. január 1.). Courcelles-sur-Aire Beausite, Chaumont-sur-Aire, Érize-la-Petite, Les Trois-Domaines, Neuville-en-Verdunois és Rembercourt-Sommaisne községekkel határos.

## Népesség
A település népességének változása:
| Lakosok száma | 72   | 65   | 54   | 42   | 36   | 40   | 40   | 41   | 41   | 42   |
|               | 1968 | 1982 | 1990 | 2006 | 2013 | 2015 | 2017 | 2019 | 2020 | 2022 |